# 1612 en littérature
| Années de la littérature : 1609 - 1610 - 1611 - 1612 - 1613 - 1614 - 1615    |
| Décennies de la littérature : 1580 - 1590 - 1600 - 1610 - 1620 - 1630 - 1640 |

Cet article présente les faits marquants de l'année 1612 en littérature.

## Parutions
- Francis Bacon publie la deuxième édition de ses Essays, London, John Beale, 1612 (présentation en ligne) (« Essais de morale et de politique »), après celle de 1597. Elle comporte trente-neuf textes, y compris les dix de la première édition légèrement retouchés.
- Publication à Venise de la première édition du Vocabulario de l’Accademia della Crusca, dictionnaire qui fixe la langue italienne[1].
- Ragguagli di Parnaso (« Nouvelles du Parnasse »), première partie d'un ouvrage satyrique et politique de Trajano Boccalini, est publiée à Venise[2].

- Première traduction anglaise de la première partie du Don Quichotte de Cervantes, par Thomas Shelton, sous le titre The History of the Valorous and Wittie Knight-Errant, Don-Quixote of the Mancha [3], publiée à Londres par William Stansby (en).

- Fable de Polyphème et Galatée, poème mythologique de l'écrivain baroque espagnol Luis de Góngora[4].
- Poly-Olbion, poème de Michael Drayton, qui célèbre l’unité de l’Angleterre et de l’Écosse[5].

## Naissances
- 7 février : Thomas Killigrew, dramaturge anglais. († 19 mars 1683).
- 8 février : Samuel Butler, poète anglais. († 25 février 1680).
- 8 mars : Anne Bradstreet, poétesse américaine d'origine anglaise. († 16 septembre 1672).
- 1er septembre : Nicolas Chorier, avocat à Vienne, puis procureur du Roi à Grenoble, historien et littérateur libertin. († 14 août 1692).
- 15 octobre : Isaac de Benserade, auteur dramatique et poète de cour, membre de l'Académie française en 1674. († 19 octobre ou 5 novembre 1691).

- Richemont-Banchereau, jurisconsulte et auteur dramatique français.
- Vers 1612-1613 : Richard Crashaw, écrivain anglais († 1649).

## Décès
- 7 octobre : Giovanni Battista Guarini, écrivain et poète italien, (° 1538).
- 14 octobre : François Guillimann (de), historien suisse.(° 1568).
- Octobre : Juan de la Cueva de Garoza, poète et dramaturge espagnol du Siècle d'or (° 1543).